# Rue de la Corneille
La rue de la Corneille est une voie de la commune française de Colmar.

## Situation et accès
Cette voie de circulation, d'une longueur de 130 m se trouve dans le quartier centre.
On y accède par les rues Vauban et des Laboureurs.
Cette voie n'est pas desservie par les bus de la TRACE.